# Michele Ragosta
Michele Ragosta (Salerno, 4 marzo 1955) è un politico italiano.

## Biografia
Inizia la sua attività politica come consigliere comunale a Salerno del Partito Socialista Italiano, carica ricoperta dal 1985 al 1993. Tra il 1990 e il 1992, durante è stato inoltre Assessore alla casa nell'amministrazione di Vincenzo Giordano.
Nel 2004 viene eletto consigliere provinciale con la Federazione dei Verdi.
Alle elezioni regionali in Campania del 2005 viene eletto consigliere per i Verdi, nella circoscrizione provinciale di Salerno. In seguito diviene segretario provinciale del partito.
Candidato alle elezioni europee del 2009 nella lista Sinistra e Libertà, non viene eletto a causa del mancato raggiungimento della soglia di sbarramento del 4%. Successivamente ricopre la carica di membro del coordinamento nazionale del neocostituitosi partito Sinistra Ecologia Libertà. Fino a febbraio 2014 è stato poi coordinatore provinciale a Salerno.
Ricandidatosi come consigliere regionale alle successive elezioni del 2010 con Sinistra Ecologia Libertà, non viene rieletto.
Alle elezioni politiche del 2013 viene eletto alla Camera dei Deputati, nella Circoscrizione Campania 2. Vicino al Capogruppo alla Camera Gennaro Migliore, il 17 giugno 2014 abbandona SEL e passa al Partito Democratico.
Successivamente, insieme all'avellinese Gianluca Festa, costituisce Davvero - Diritti & Ecologia come associazione politica interna al Partito Democratico. Alle elezioni regionali campane del 2015 Davvero dà vita ad una lista comune con la Federazione dei Verdi, in appoggio al candidato presidente del centro-sinistra Vincenzo De Luca. De Luca viene eletto presidente e la lista Davvero Verdi, con l'1,16% dei voti, ottiene un consigliere regionale: Francesco Emilio Borrelli (FdV) nella circoscrizione provinciale di Napoli.
Alle elezioni comunali del 2016 a Salerno viene riproposta la lista Davvero - Verdi, che con il 5,78% dei voti ottiene due consiglieri e contribuisce alla vittoria del sindaco Vincenzo Napoli (PD).
Il 28 febbraio 2017 lascia il Partito Democratico e aderisce al neonato gruppo di Articolo 1 - Movimento Democratico e Progressista di Pier Luigi Bersani.
A gennaio 2018 è tra i promotori della lista di centro-sinistra Italia Europa Insieme, in vista delle elezioni politiche del 2018. Infine però la formazione Area Progressista di Ragosta contribuirà alla creazione di +Europa, lista sempre all'interno della coalizione di centro-sinistra. A marzo di tale anno Ragosta conclude il mandato parlamentare.
Alle elezioni amministrative del 2021 con la lista Davvero - Ecologia & Diritti sostiene Elisabetta Barone a Salerno, appoggiata anche da Movimento 5 Stelle e Sinistra Italiana, raccogliendo l'1,87% dei voti, insufficiente ad eleggere consiglieri.